# Danza del Corpus
La danza del Corpus es una de las llamadas danzas rituales onubenses, desarrollada en la localidad de Cumbres Mayores, en la provincia de Huelva, España.

## Descripción
Se trata de una danza circunscrita a los actos y contextos rituales de la fiesta del Corpus Christi (el jueves y domingo de Octava) y de la festividad de la Virgen del Amparo (el 8 de septiembre). La danza, organizada por la Hermandad del Santísimo Sacramento, la ejecuta un número par de danzantes con palillos o castañuelas, teniendo protagonismo el «guion» y el «contraguión» de manera complementaria. Algunas de las mudanzas más significativas son la «cadena», «cadena por dentro», «cadena cruzada», «estirao», «invertido con vueltas», «corro», «angelitos», «cruz», «cruce de espaldas», «cruce de frente» y «caracol».
Los símbolos que identifican a la danza son la custodia, la Virgen del Amparo, la ermita, la indumentaria y las figuras y mudanzas. Durante el Corpus la danza comprende los espacios de la iglesia de San Miguel Arcángel y calles de la población por las que discurre la procesión: plaza de Portugal (iglesia), Abades, La Portá, Deán Campos Moro, plaza del Altozano, Verbena, Félix Campos, Benito Moro, plaza de España, Cervantes y Narciso Suárez.